# Peltre (França)
Peltre é uma comuna francesa na região administrativa do Grande Leste, no departamento de Mosela. Estende-se por uma área de 8.37 km², e possui 1.849 habitantes, segundo o censo de 2018, com uma densidade de 220 hab/km².